# Eugène Riffault
Pour les articles homonymes, voir Riffault.
Eugène Riffault, né à Blois le 19 octobre 1803 et mort dans la même ville le 2 mars 1888, est un financier et homme politique français.

## Biographie
Eugène Riffault est né dans une famille de notaires blésois, enrichie pendant la Révolution grâce à la vente des biens nationaux. Il est le fils de Claude François Riffault (1781–1867), juge au tribunal civil de Blois, adjoint au maire de Blois, et de Marie Rachel Blau.
Censeur de la Banque de France à Blois, il est en 1844 l'un des fondateurs des Assurances mutuelles du Conservateur (devenues Le Conservateur), qui visent à développer le système de la tontine.
Maire de Blois de 1850[réf. nécessaire] à 1870, Eugène Riffault fut surnommé "l'Haussmann blésois", en raison des grands aménagements qu'il a lancés dans la préfecture du Loir-et-Cher, à l'imitation des travaux de son ami, le préfet Haussmann dans la capitale.
On lui doit notamment le percement du boulevard de l'Est (qui porte aujourd'hui son nom) et du boulevard de l'Ouest (actuel boulevard Daniel Dupuis) reliant le haut et le bas de la ville (rive droite), de la rue Bertheau en Vienne, de la rue du Prince Impérial ainsi que de l'Escalier monumetal (tous deux depuis baptisés en l'honneur de Denis Papin).